# TV 7 Dias
TV 7 Dias é uma revista de televisão de Portugal, líder no seu segmento específico. Conta com suplementos de culinária, novelas e famosos.
É editada pelo Grupo Impala e teve como diretores Luísa Jeremias e José Paulo Canelas .
Em 2010, surgiram os Prémios TV7Dias – Troféus de Televisão, que pretenderam galardoar os melhores programas de televisão de produção portuguesa nas categorias de Telenovela, Série, Humor, Entretenimento, Informação, Infantojuvenil, Cultural, Social e Desportivo, entre outros. A última edição do evento aconteceu em 2016, sendo substituído nos anos seguintes por outro semelhante, os Troféus Impala de Televisão, cuja última edição aconteceu em 2021.
No dia 25 de junho de 2023, a TV 7 Dias e outra publicação do Grupo Impala, a VIP, foram alvo de uma nota de repúdio por da produtora de televisão e cinema Coyote Vadio e da equipa responsável pela série Pôr do Sol - nota essa, publicada em páginas de redes sociais do produtor audiovisual Manuel Pureza e o ator Rui Melo, por exemplo - pelo facto de os sites das duas revistas da Impala terem publicado um vídeo em que se vê o corpo de Luís Aleluia - ator que havia participado em Pôr do Sol (série produzida por Pureza) e que se tinha suicidado dois dias antes, na garagem da sua casa - a ser retirado do local por bombeiros. Também Rita Marrafa de Carvalho, jornalista da RTP, e o humorista Nuno Markl se manifestaram indignados com a ação da TV 7 Dias.